# Flowers (álbum de Ace of Base)
Flowers es el tercer álbum de estudio del grupo pop sueco Ace of Base. Fue lanzado en junio de 1998 en Europa, Asia y África, y el 10 de agosto, en el Reino Unido. Una versión estadounidense, titulada Cruel Summer, fue lanzado el 1 de septiembre de ese mismo año conteniendo remixes, regrabaciones y nuevas grabaciones consideradas apropiadas para la audiencia americana. Japón y Australia recibieron versiones híbridas de los dos álbumes.

## Antecedentes
El álbum Flowers tuvo sencillos de gran éxito como "Life Is a Flower", que fue la canción más tocada en la radio en 1998 y el Top 10 hit "Cruel Summer" y "Always Have, Always Will". Su equivalente americano se vendió poco, por ende fue el último álbum de Ace of Base que se lanzó allí. Se estima que Flowers ha vendido más de cuatro millones de copias en todo el mundo.
El álbum Flowers recibió discos de oro en Suecia y Dinamarca, y discos de platino en Suiza. El álbum fue Top Ten en Dinamarca, Alemania, Grecia, Hungría, Suecia y Suiza. Los sencillos del álbum también fueron un gran éxito, por lo que el grupo se ubicó en la posición diez de la lista de los diez más populares en la República Checa, Dinamarca, Finlandia, Hungría, Italia, Rusia, Suecia y el Reino Unido.

## Lista de canciones

### Edición europea
1. "Life Is a Flower" - 3:46
2. "Always Have, Always Will" - 3:46
3. "Cruel Summer" (Cutfather & Joe Mix) - 3:36
4. "Travel to Romantis" - 4:11
5. "Adventures in Paradise" - 3:32
6. "Dr. Sun" - 3:37
7. "Cecilia" - 3:55
8. "He Decides" - 3:11
9. "I Pray" - 3:20
10. "Tokyo Girl" - 3:37
11. "Don't Go Away" - 3:41
12. "Captain Nemo" - 4:04
13. "Donnie" - 4:41
14. "Cruel Summer" (Big Bonus Mix) - 4:10

### Edición australiana
1. "Cruel Summer (Cutfather & Joe Mix)"
2. "Donnie (Ole Evenrude Edit)"
3. "Whenever You're Near Me"
4. "Everytime It Rains"
5. "Adventures In Paradise"
6. "Don't Go Away"
7. "Cecilia"
8. "He Decides (US Album Version)"
9. "Always Have Always Will"
10. "Tokyo Girl"
11. "Travel to Romantis (Larossi Radio Edit)"
12. "Cruel Summer (Aqua Mix)" (aka Big Bonus Mix)
13. "Life Is a Flower"

## Certificaciones
- Dinamarca: oro (más de 20 000 unidades vendidas)
- Suecia: oro
- Suiza: platino (más de 40 000 unidades vendidas)
- Reino Unido: plata (más de 60 000 unidades vendidas)